# Едерслебен
Едерслебен (њем. Edersleben) општина је у њемачкој савезној држави Саксонија-Анхалт. Једно је од 22 општинска средишта округа Мансфелд-Сидхарц. Према процјени из 2010. у општини је живјело 1.083 становника. Посједује регионалну шифру (AGS) 15087125.

## Географски и демографски подаци
Едерслебен се налази у савезној држави Саксонија-Анхалт у округу Мансфелд-Сидхарц. Општина се налази на надморској висини од 128 метара. Површина општине износи 9,0 km². У самом мјесту је, према процјени из 2010. године, живјело 1.083 становника. Просјечна густина становништва износи 120 становника/km².